# Леонар, Жан
Жан Жозе́ф Гюста́в Леона́р (фр. Jean Joseph Gustave Léonard, 1920—2013) — бельгийский ботаник-флорист, специалист по флоре тропической Африки.

## Биография
Жан Леонар родился в 1920 году. Учился в Свободном университете Брюсселя. В 1945 году был направлен Национальным институтом по агрономическому изучению Конго в Африку, до 1948 года путешествовал по Бельгийскому Конго и изучал флору семейства Лютиковые.
В 1950 году Жан Леонар, Артур Уоллис Экселл и Эдгар Милн-Редхед основали Ассоциацию по таксономическому изучению флоры Тропической Африки (AETFAT). В 1951 году был проведён первый симпозиум AETFAT, Леонар стал первым секретарём Ассоциации. С 1953 по 1976 Леонар был главным редактором индекса проведённых работ, ежегодно публикуемого этой организацией.
Жан Леонар работал с токсичными ртутьсодержащими веществами, используемых в гербарии для обеззараживания, что негативно сказывалось на его здоровьи. В 1985 году Леонар ушёл с должности секретаря AETFAT, продолжив преподавательскую деятельность в Брюссельском университете. После ухода на пенсию Ж. Ж. Леонар до 2000 года также продолжал работать научным сотрудником в Национальном ботаническом саду Бельгии в Мейсе.
Скончался Жан Жозеф Гюстав Леонар 23 апреля 2013 года в возрасте 92 лет.

## Некоторые научные публикации
- Léonard, J. Ancistrocladaceae // Flora of tropical East Africa. — Rotterdam, 1988. — 256 p. — ISBN 90-6191-326-8.

## Роды и некоторые виды растений, названные в честь Ж. Леонара
- Leonardendron Aubrév., 1968 [= Anthonotha P.Beauv., 1806]
- Leonardoxa Aubrév., 1968
- Astragalus leonardii Maassoumi, 1988
- Bothriocline leonardiana Lisowski, 1996
- Cissus leonardii Dewit, 1959
- Crotalaria leonardiana Timp., 1959
- Dacryodes leonardiana Pierlot, 1996
- Haumania leonardiana C.M.Evrard & Bamps, 1959
- Neorosea leonardii N.Hallé, 1972 [≡ Sericanthe leonardii (N.Hallé) Robbr., 1978]
- Phyllanthus leonardianus Lisowski, Malaisse & Symoens, 1974
- Polystachya leonardiana Geerinck, 1979
- Psychotria leonardiana E.M.A.Petit, 1964
- Taraxacum leonardii Soest, 1974
- Tarenna leonardii N.Hallé, 1967
- Tiliacora leonardii Troupin, 1949